# Hans Joachim Grothe
Hans-Joachim Grothe, genannt „Fande“ (* 4. Juni 1931 in Schkeuditz; † 10. April 2003) war ein deutscher Boxsportler.

## Karriere
1950 begann Grothe in Gardelegen mit dem Boxen und kam dann über Stendal 1954 zu Motor Mitte Magdeburg. Von dort wurde er zum SC Aufbau Magdeburg delegiert. 1956 wurde er DDR-Meister im Halbschwergewicht, 1958 im Mittelgewicht und zudem Meister des Sports. Während seiner Zugehörigkeit zur DDR-Nationalmannschaft bestritt er unter anderem Kämpfe in Ägypten und Finnland, sowie in fast allen Ländern des Ostblocks.  Am 23. März 1962 bestritt er seinen letzten Kampf. Bis dahin standen 179 Kämpfe in seinem Startbuch. Bis 1991 wirkte er als Übungsleiter bei Motor Mitte im Boxsport.
2004 wurde ihm zu Ehren erstmals ein Hans-Joachim Grothe Gedenkabend in Magdeburg veranstaltet.